# 蘭金溫標
蘭氏度（蘭金，Rankine）是一個熱力學溫度單位。可以理解為是以絕對零度為計算起點的華氏溫度。由威廉·约翰·麦夸恩·兰金在1859年提出，因而得名。现在已经几乎废弃不用。
蘭金溫標，又稱為冉肯溫標。其符號為{\displaystyle \mathrm {R} }（如果再細分為羅氏溫標和列氏溫標則以{\displaystyle \mathrm {Ra} }表示）。有時亦會寫作{\displaystyle {}^{\circ }\mathrm {R} }， 但情況與絕對溫標一樣，是一種不正確的寫法。蘭金溫標和絕對溫標的零度皆為絕對零度，但蘭金溫標的間距是採用華氏溫標，而絕對溫標的間距則採用攝氏溫標。而-459.67{\displaystyle {}^{\circ }\mathrm {F} }就等於0{\displaystyle {}^{\circ }\mathrm {R} }。
現時，只有在美國的少部分工程領域是以蘭金溫標作量度單位。而科學界大多依照國際單位制即絕對溫標作為熱力學溫度的量度單位。

## 换算
蘭氏度和攝氏度的換算公式是：
其中：
{\displaystyle T_{r}}表示兰氏度，符号：{\displaystyle {}^{\circ }\mathrm {R} }；
{\displaystyle T_{c}}表示摄氏度，符号：{\displaystyle {}^{\circ }\mathrm {C} }。

蘭氏度和華氏度的換算公式是：
其中：
{\displaystyle T_{r}}表示兰氏度，符号：{\displaystyle {}^{\circ }\mathrm {R} }；
{\displaystyle T_{f}}表示華氏度，符号：{\displaystyle {}^{\circ }\mathrm {F} }。
由上面的计算公式可以得到：1兰氏度的大小恰好等于1华氏度。兰氏温度和华氏温度仅相差一个常数，此常数等于零华氏度的兰氏温度（即0°F=459.67°R）。实际上，兰氏温度是以绝对零度为计算起点的华氏温度。

### 部分特殊溫度的換算表
部分特殊溫度的換算表列如下：
|                       | 絕對溫標   | 攝氏溫標   | 華氏溫標    | 蘭金溫標  | 列氏溫標    |
| 絕對零度 (根據定義)   | 0 K        | −273.15 °C | −459.67 °F  | 0 R       | −218.52 °Ré |
| 水的熔點              | 273.15 K   | 0 °C       | 32 °F       | 491.67 R  | 0.00 °Ré    |
| 水的三相點 (根據定義) | 273.16 K   | 0.01 °C    | 32.018 °F   | 491.688 R | 8×10-3°Ré   |
| 水的沸點              | 373.1339 K | 99.9839 °C | 211.9710 °F | 671.641 R | 80.00 °Ré   |